# Le Point de chute
Pour plus de détails, voir Fiche technique et Distribution.
Le Point de chute (The Square Peg) est un film britannique réalisé par John Paddy Carstairs, sorti en 1958.

## Synopsis
Pendant la Seconde Guerre mondiale, Norman, un cantonnier, et son chef de chantier se retrouvent enrôlés dans l'armée après avoir longtemps ennuyé les soldats du camp militaire voisin. Par erreur ils montent dans un camion dont les passagers seront parachutés en France. Là-bas, ils continuent à travailler sur les routes, mais entrent par erreur dans la zone occupée.
Norman va être à l'origine de l'arrestation de plusieurs personnes dont l'auxiliaire Lesley Cartland. Seule sa ressemblance frappante avec un général allemand va permettre de les tirer d'affaire.

## Fiche technique
- Titre original : The Square Peg
- Titre français : Le Point de chute[1]
- Réalisation : John Paddy Carstairs
- Scénario original : Jack Davies, Henry Blyth, Norman Wisdom, Eddie Leslie
- Direction artistique : Maurice Carter
- Décors : Vernon Dixon
- Costumes : Yvonne Caffin
- Photographie : Jack E. Cox
- Son : Leo Wilkins, Gordon K. McCallum
- Montage : Roger Cherrill
- Musique : Philip Green
- Production exécutive : Earl St. John
- Production : Hugh Stewart
- Société de production : Rank Film Productions
- Société de distribution : J. Arthur Rank Film Distributors
- Pays d'origine :  Royaume-Uni
- Langue originale : anglais, français, allemand
- Format : Noir et blanc — 35 mm — 1,37:1 — son mono
- Genre : Comédie
- Durée : 85 minutes
- Dates de sortie :
  - Royaume-Uni : 4 décembre 1958
  - France : 14 octobre 1960

## Distribution
- Norman Wisdom : Norman Pitkin / Général Schreiber
- Honor Blackman : Lesley Cartland
- Edward Chapman : M. Grimsdale
- Campbell Singer : Sergent Loder
- Hattie Jacques : Gretchen
- Brian Worth : Henri Le Blanc
- Terence Alexander : Capitaine Wharton
- John Warwick : Colonel Layton
- Arnold Bell : Général Hunt
- André Maranne : Jean-Claude